# Ichthyborus
Ichthyborus is een geslacht van straalvinnige vissen uit de familie van de hoogrugzalmen (Distichodontidae).

## Soorten
- Ichthyborus besse (Joannis, 1835)
- Ichthyborus congolensis Giltay, 1930
- Ichthyborus monodi (Pellegrin, 1927)
- Ichthyborus ornatus (Boulenger, 1899)
- Ichthyborus quadrilineatus (Pellegrin, 1904)